# Eugen Brote
Eugen Brote (Resinár, 1850. november 29. – Brassó, 1912. december 5.) román publicista, politikus.

## Élete
Jómódú családból származott. Apja tanári képesítés birtokában gyapjú- és szarvasmarha-kereskedésből szerzett vagyont, 1848-ban prefektusként működött, 1850-től pedig a resinári iskola igazgatója volt és Andrei Șaguna személyes ismerősei közé tartozott. Anyai nagyapja Sava Popovici Barcianu.
1860-tól 1868-ig a nagyszebeni evangélikus gimnáziumba járt, majd 1868 és 1870 között a Magyaróvári Magyar Királyi Gazdasági Felsőbb Tanintézetet végezte, német nyelven.
A diploma megszerzése után visszatért az apjától örökölt családi birtokra, közben pedig – Nicolae Cristea, Dimitrie Comșa és Daniil Popovici Barcianu társaságában – a Telegraful Român melléklapjának, a junimista szellemű Foișoara Telegrafului Românnek a munkatársa. Ide főként ismeretterjesztő mezőgazdasági tanulmányokat írt, de egyik cikkében az ASTRA tevékenységét bírálta, egy másikban pedig a fonetikus helyesírás mellett érvelt.
1877-től 1888-ig különböző tisztségeket látott el az ASTRÁ-ban, 1879-től 1888-ig az ortodox érsekség konzisztóriumának tagja volt. 1880-ban Bukarestben feleségül vette Ana Triandafilt.
Tárgyalásokat kezdett Andrei Mureșanuval a Gazeta Transilvaniei Nagyszebenbe költöztetéséről és napilappá alakításáról, majd miután a liberális román kormány megbízásából Ioan Slavici elindította a Tribunát, a lap irányvonalának egyik alakítója lett. Főként az erdélyi román parasztság gazdasági megerősítését szorgalmazta, a földművelés színvonalának emelése és népbankok alapítása által. 1888-ban megalapította a Szeben vármegyei román gazdaszövetséget (Reuniunea română de agricultură) – az első ilyen egyesületet Erdélyben. Közben csalódott a junimista konzervatívokban és a Nemzeti Liberális Párt támogatója lett. 1886-ban személyes barátságba került Dimitrie Sturdzával.
Slavici váci fogsága alatt ténylegesen, majd 1890-es Bukarestbe való távozása után névlegesen is átvette a Tribuna főszerkesztői tisztét. 1892-ben, miután személyes pénzszerző körúton kellett összegyűjtenie a Tribuna fölhalmozódott adósságát, megvette a lapot előállító nyomdát, amelynek kizárólagos tulajdonosa lett.
1890 októberében a Román Nemzeti Párt alelnökévé választották. Ebben a tisztségében a Memorandum beterjesztésének első számú támogatója volt Vincențiu Babeș, majd Andrei Mocsonyi pártelnökkel szemben. 1892 májusában Bécsben Septimiu Albinivel és Aurel C. Popovici-csal együtt az ausztriai pártokkal tárgyalt, majd részt vett a Memorandumot a király elé terjesztő küldöttségben. A röpirat különböző nyelvű nyomtatott változatait saját nagyszebeni nyomdájában készítette el.
Az 1893. januári bécsi nemzetiségi konferencia egyik szervezője. Az év januárjában indult el az általa alapított, Ioan Russu-Şirianu által szerkesztett Foaia Poporului című néplap. Októberben a Memorandum-per elől Bukarestbe költözött. Itt 1896-ban újra házasságot kötött, Adele von Heldenberggel, egy németországi származású, Nagyszebenben élő zenetanár lányával.
1897 januárjában az ő kezdeményezésére és az általa adományozott kezdőtőkéből jelent meg Aradon a Tribuna utódja, a Tribuna Poporului, Ioan Russu-Șirianu szerkesztésében. Az újságnak a távolból is egyik szellemi irányítója maradt és vezércikkeket írt bele.
1897-ben Dimitrie Sturdzától tíz évre szóló ingyenes haszonbérletbe megkapta a moldvai Gajcsána hatezer hektáros uradalmát. Nagy tőkét fektetett a birtok korszerűsítésébe, mintagazdaságot kívánt létrehozni, mintafalvakkal. 1904-ben megalapította az első romániai népbankot, a Concordiát. Ugyanekkor megkapta a román állampolgárságot is.
1907-ben ismeretlen okokból megromlott a kapcsolata Sturdzával és Bukarestbe költözött. 1911-ben, a halála előtti évben Brassóba települt át.

## Művei
- Die rumänische Frage in Siebenbürgen und Ungarn. Eine politische Denkschrift. Berlin, 1895. (Románul és olaszul is megjelent.)
- Das magyarische Ungarn und der Dreibund. München, 1899